# Hiéroglyphe égyptien C18
Le hiéroglyphs égyptien C18 (Taténen agenouillé) est classifié dans la section C « Divinités anthropomorphes » de la liste de Gardiner ; il y est noté C18.

## Représentation
Il représente le dieu Taténen à genou portant la couronne Tjèni.
Il est translittéré Tȝ-ṯnn.

## Utilisation
| N16 · T | M22 | M22 | C18 |

| N16 · T | M22 | M22 | C18 |

sous le Moyen Empire sinon à partir de la XIXe dynastie.